# أندريا دوركين
أندريا دوركين (بالإنجليزية: Andrea Dworkin)، هي كاتبة وناقدة نسوية راديكالية أمريكية، ولدت في 26 سبتمبر عام 1946 وتوفيت في 9 أبريل 2005. اشتهرت دوركين بكتاباتها عن نقد المواد الإباحية، التي قالت أنها كانت مرتبطة بالاغتصاب وغيره من أشكال العنف ضد المرأة.
وانتُقدت وجهات نظرها على نطاق واسع من قبل النسويات الليبراليات وغيرهن الكثير. في الوقت نفسه، واصلت التحاور مع المحافظين السياسيين، وكتبت كتابًا متعلقًا بهذا الموضوع، بعنوان «نساء من اليمين». بعد تعرضها لسوء المعاملة من زوجها الأول، تعرفت أندريا على الأدب النسوي الراديكالي، وبدأت في كتابة كتاب «كره المرأة». بعد انتقالها إلى نيويورك، أصبحت ناشطة وكاتبة في العديد من القضايا، وفي نهاية المطاف، نشرت 10 كتب عن الحركة النسائية. خلال أواخر السبعينيات والثمانينيات من القرن الماضي، أصبحت دوركين معروفة بأنها متحدثة رسمية باسم الحركة النسائية المعارضة للإباحية، وكاتبة عن المواد الإباحية والجنس، لا سيما المواد الإباحية: سيطرة الرجال على النساء (1981)، والجماع (1987)، وهما أشهر كتبها. كتبت عن المواد الإباحية من منظور نسوي، معارضةً لقانون الإباحة والفاحشة، وعملت مع ليندا بورمان  والمجموعة الناشطة «نساء ضد الإباحية». لقد اعتبرت أن صناعة المواد الإباحية، تحول النساء إلى جماد وليس كائنات حية، وذلك لإساءة معاملتهن من قبل الرجال. طورت أندريا وكاثرين ماكينون، نهجًا تشريعيًا قائمًا على الحقوق المدنية بدلاً من الفاحشة، لحظر الأفلام الإباحية والسماح برفع دعاوى قضائية ضد المصورين الإباحيين، لكن جهودهن لم تنجح إلى حد كبير. أدلت بشهادتها في لجنة فدرالية ضد المواد الإباحية، ما دفع بعض المتاجر إلى سحب بعض المجلات من الأسواق، لكن قضت المحكمة بأن جهود الحكومة غير دستورية.
جادل النقاد، بعدم العثور على علاقة سببية بين المواد الإباحية وأذية المرأة. تبنت محكمة كندية في عام 1992، أجزاء من نظرية دوركين وماكينون بشأن المساواة بين الجنسين، رغم اعتراض دوركين على أجزاء من آراء المحكمة. انتقدت بعض النسويات المؤيدات للجنس، وجهات نظر دوكين باعتبارها حرمانًا للمرأة من حريتها واختيارها القيام بعلاقات جنسية، ما أدى إلى ما يسمى بحروب الجنس النسوية. فُسر كتابها «الجماع»، الذي يتناول دور الجماع في المجتمع، على أنه يعارض جميع العلاقات الجنسية بين الجنسين، لكن عارضت دوكين هذا التفسير قائلة، أن كتابها ينتقد سيطرة الذكور على الإناث عن طريق الجماع. واتهمها بعض منتقديها بدعم زنا المحارم، فقاضتهم بتهمة التشهير، لكن المحكمة لم تكن في صفها، إذ إنها لا تمنع النقد. كتبت في وقت لاحق الكثير من الكتابات، معارضةً نكاح المحارم. كتبت بعض القصص الخيالية، التي احتفظت بها سلطات الجمارك الكندية لفترة من الزمن قبل صدورها، ما أثار جدلاً حول ما إذا كان دعمها لقانون مكافحة الإباحية هو ما أدى إلى مصادرة عملها. كان الجدل كبيرًا حول حقيقة الادعاءات التي نشرتها دوركين، إذ قالت أنها حُدرت واغتُصبت في فندق ما، في عام 1999. عانت في سنواتها الأخيرة، من هشاشة العظام الشديدة، ما حد من قدرتها على الحركة. توفيت في سن 58، بسبب التهاب العضلة القلبية.

## سيرتها الذاتية

### حياتها المُبكرة
ولدت أندريا في كامدن، نيو جيرسي، لهاري دوركين وسيلفيا شبيغل. كان والدها حفيدًا لرجل يهودي روسي، فر من روسيا عندما كان عمره 15 عامًا، هاربًا من تأدية الخدمة العسكرية. وكانت والدتها، ابنة مهاجرين يهود، من المجر. كان لديها شقيق واحد أصغر منها سنًا، يدعى مارك. كان والدها معلّمًا واشتراكيًا متفانيًا، وقد نسبت إليه الفضل في إلهام شغفها بالعدالة الاجتماعية. كانت علاقتها بوالدتها متوترة، لكنها كتبت لاحقًا، أن إيمان والدتها بتحديد النسل القانوني والإجهاض القانوني، «قبل وقت طويل من اعتبارها معتقدات محترمة»، هو ما ألهم نشاطها في الدفاع عن المرأة. رغم أنها وصفت هيمنة ذكرى الهولوكوست على أسرتها اليهودية من نواح عديدة، عاشت طفولة سعيدة حتى بلوغها سن التاسعة، عندما تحرش بها رجل مجهول في أحد دور السينما.
عندما كانت دوكين في العاشرة من عمرها. انتقلت عائلتها من المدينة إلى ضواحي تشيري هيل، نيوجيرسي (التي كانت تعرف آنذاك باسم بلدة ديلاوير). وصفت دوكين هذه التجربة لاحقًا بأنها «تعرض للاختطاف من قبل كائنات فضائية، لتُنقل إلى مستوطنة العقاب». عاقبتها الإدارة في مدرستها الجديدة في الصف السادس، لرفضها غناء «ليلة صامتة» (كونها يهودية، اعترضت على إجبارها على غناء الأغاني الدينية المسيحية في المدرسة). قالت إنها «من المحتمل أن تصبح حاخامًا» أثناء دراستها في المرحلة الثانوية، إذا كان بإمكان النساء الحصول على هذه الرتبة، وكانت «تود» أن تكون عالمة تلمودية. بدأت دوركين كتابة الشعر والكتابات الخيالية، في الصف السادس. كانت في ذلك الوقت، مترددة حول ما إذا كانت ستصبح محامية أو كاتبة، بسبب اهتمامها بقضية الإجهاض، فاختارت الكتابة لأنها «تستطيع أن تعبر عن أفكارها في غرفة لوحدها» و «لا أحد يستطيع أن يمنعها من ذلك». شجعها والداها طوال فترة دراستها في المدرسة الثانوية، على القراءة بشغف. تأثرت بشكل خاص بأرثر رامبو، وتشارلز بودلير، وهنري ميلر، وفيودور دوستويفسكي، وتشي جيفارا، وشعراء البيت، ولا سيما ألين جينسبيرج، أما الكُتاب، فقد أعجبت منهم  بجين جينيت، وبيرسي بيشلي شيلي، واللورد بايرون. تخرجت في عام 1964، من مدرسة شيري هيل الثانوية الغربية (اسم المدرسة الحديث).

### كليتها ونشاطها الاجتماعي المبكر
اعتُقلت أندريا في عام 1965، بعد أن أصبحت طالبة في كلية بنينجتون، أثناء الاحتجاج على حرب فيتنام، وأُرسلت إلى دار لاحتجاز النساء في نيويورك. بعد أن كتبت إلى مفوضة الإصلاحيات «آنا كروس»، شهدت دوكين أن الأطباء في بيت الاحتجاز قد اخضعوها لفحص داخلي قاسٍ، لدرجة نزيفها لعدة أيام بعد ذلك. تحدثت أمام الجمهور وشهدت أمام هيئة محلفين كبرى، حول تجربتها، وغطت القنوات الإعلامية شهادتها وعرضتها في الأخبار الوطنية والدولية. ورفضت هيئة المحلفين الكبرى تقديم لائحة اتهام في القضية، لكن ساهمت شهادة دوكين في غضب شعبي بسبب سوء معاملة السجناء. أُغلق السجن بعد سبع سنوات. بعد فترة وجيزة من الإدلاء بشهادتها أمام هيئة المحلفين الكبرى، غادرت أندريا كلية بنينجتون وتوجهت إلى اليونان على متن سفينة كاستيل فيليس، للعيش ومتابعة كتاباتها. سافرت من باريس إلى أثينا عن طريق قطار الشرق السريع، وذهبت لجزيرة كريت، للعيش والكتابة. أثناء وجودها هناك، كتبت سلسلة من القصائد بعنوان اختلافات (الفيتنام)، بالإضافة إلى مجموعة من القصائد والكتابات النثرية، التي طبعتها على الجزيرة، في كتاب بعنوان «الطفل»، ورواية بأسلوب يشبه الواقعية السحرية، سُميت «رسائل للحبيب المحترق»؛ إشارةً إلى نورمان موريسون، وهو داعية سلام، أحرق نفسه حتى الموت، احتجاجًا على حرب فيتنام. كتبت العديد من القصائد والحوارات التي طبعتها بيدها، بعد عودتها إلى الولايات المتحدة،  في كتاب بعنوان «شعر الصباح». بعد العيش في جزيرة كريت، عادت أندريا إلى كلية بينينجتون لمدة عامين، حيث واصلت دراسة الأدب وشاركت في حملات ضد قانون سلوك الطلاب بالكلية، لمنع الحمل في الحرم الجامعي، ولإضفاء الشرعية على الإجهاض، وللتعبير عن معارضتهم لحرب فيتنام. تخرجت عام 1968، بدرجة البكالوريوس في الأدب.

## روابط خارجية
- أندريا دوركين على موقع IMDb (الإنجليزية)
- أندريا دوركين على موقع الموسوعة البريطانية (الإنجليزية)
- أندريا دوركين على موقع مونزينجر (الألمانية)
- أندريا دوركين على موقع إن إن دي بي (الإنجليزية)
- أندريا دوركين على موقع ديسكوغز (الإنجليزية)